# 7 avril 1983
Le jeudi 7 avril 1983 est le 97e jour de l'année 1983.

## Naissances
- Amadou Alassane, footballeur français
- Andrea Fuentes, nageuse synchronisée espagnole
- Daniel Foder, coureur cycliste danois
- Eder Silva, joueur de football brésilien
- Franck Ribéry, footballeur français
- Hamdi Al Masri, joueur de football syrien
- Ismaïl Matar, joueur de football émirati
- Jón Rói Jacobsen, footballeur international féroïen
- Jakub Smrž, pilote moto tchèque
- Jon Stead, footballeur anglais
- Kyle Labine, acteur canadien
- Manuel Antonio Cardoso, coureur cycliste portugais
- Marcos Angeleri, footballeur argentin
- Michael Tonge, footballeur anglais
- Nicolas Pillin, sportif professionnel français de BMX et snowscoot
- Paul Matthews, triathlète professionnel australien
- Phil Goss, joueur de basket-ball américain
- Ramona Puerari, joueuse de volley-ball italienne
- Roland N'Kembe, joueur de basket-ball français
- Zacharoula Karyami, gymnaste rythmique grecque

## Décès
- Gavin Gordon (né le 7 avril 1901), acteur américain
- Han Rulin (né en 1903), historien, mongoliste et sinologue chinois
- Kenyon Hopkins (né le 15 janvier 1912), compositeur et chef d'orchestre
- Laryssa Héniouch (née le 22 août 1910), poétesse, écrivaine et dissidente biélorusse
- Yvan Dailly (né en 1916), écrivain et un compositeur belge